# Дютак, Алексей Иванович
Алексей Иванович Дютак (1829—1870) — архитектор, академик Императорской Академии художеств.

## Биография
Вольнослушатель Императорской Академии искусств. Получил медали Академии художеств: малая серебряная (1850), большая серебряная медаль (1851). Получил от Академии художеств звание художника с правом на чин XIV класса (1853). Был признан «назначенным в академики» (1855).  Избран в академики (1857) за архитектурные рисунки, сделанные за границей. В 1861 году составил рисунки кредитных билетов.
Служил в Министерстве финансов (с 1860) и петербургской Городской управе.
Член-учредитель Петербургского общества архитекторов.
Среди основных построек в Петербурге: доходный дом (Чайковского, 75, 1859), здание школы и дом лютеранской церкви св. Анны (перестройка, Салтыкова-Щедрина, 8, 1867–1868). Кроме того, подготовил рисунки для кредитных билетов (1861).

### Известные проекты
Известными проектами архитектора А. И. Дютака в Санкт-Петербурге являются:
- Дом Н. Н. Громова. Чайковского ул., 75 (1859)[5]
- Жилой дом церкви св. Анны (перестройка). Кирочная ул., 8 (1867—1868)[6]
- Анненшуле (училище при Лютеранской церкви святой Анны). Кирочная ул., 8А (1868)[7][8]